# Pterobryopsis myurioides
Pterobryopsis myurioides là một loài rêu trong họ Pterobryaceae. Loài này được Tixier mô tả khoa học đầu tiên năm 1970.